# Ciclisme als Jocs Olímpics d'estiu 2008 - Persecució per equips masculina
La persecució per equips masculina dels Jocs Olímpics de Pequín 2008 es va disputar al velòdrom de Laoshan els dies 17 i 18 d'agost de 2008.
Aquesta prova de ciclisme en pista consta d'un seguit de rondes que els ciclistes han d'anar superant. Els ciclistes corren en equips formats per quatre membres. En la primera ronda, cada equip realitza 4 km i se li computa el temps, sempre sobre el tercer dels ciclistes en arribar. Els vuit millors classificats passen ronda. En aquesta nova ronda els equips s'enfronten en grups de dos segons l'ordre següent: 1r contra 8è, 2n contra 7è, 3r contra 6è i 4t contra 5è. Els vencedors de les 4 sèries passen a la ronda final, tenint en compte el temps realitzat. Així, els dos millors temps lluiten per la medalla d'or, i el 3r i 4t ho fan per la medalla de bronze.

## Medallistes
| Or                                                                       | Plata                                                                                     | Bronze                                                                  |
| Regne Unit · Ed Clancy · Paul Manning · Geraint Thomas · Bradley Wiggins | Dinamarca · Alex Nicki Rasmussen · Michael Moerkoev · Casper Jorgensen · Jens-Erik Madsen | Nova Zelanda · Sam Bewley · Jesse Sergent · Hayden Roulston · Marc Ryan |

## Classificació
El Regne Unit estava classificada per a aquesta prova automàticament per haver guanyat el Campionat Mundial de Ciclisme en Pista 2008. En guanyar també la darrera prova de la Copa del Món 2007, a Sydney, deixen una plaça lliure que s'atorga segons les puntuacions UCI. Aquesta plaça és per a Colòmbia. En aquesta prova cap equip del Campionat Mundial B aconsegueix plaça.

## Equips participants
| Colòmbia - Juan Esteban Arango - Arles Castro - Juan Pablo Forero - Jairo Pérez Ucraïna - Volodímir Diúdia - Lyubomyr Polatayko - Maksym Polishchyuk - Vitaliy Shchedov Països Baixos - Levi Heimans - Robert Slippens - Wim Stroetinga - Jens Mouris Regne Unit - Ed Clancy - Paul Manning - Geraint Thomas - Bradley Wiggins | Espanya - Sergi Escobar - Asier Maeztu - David Muntaner - Antonio Miguel Parra França - Damien Gaudin - Matthieu Ladagnous - Christophe Riblon - Nicolas Rousseau Rússia - Aleksei Màrkov - Alexander Petrovskiy - Alexander Serov - Nikolai Trússov (sols ronda preliminar) - Evgeny Kovalev | Nova Zelanda - Sam Bewley - Westley Gough (sols ronda preliminar) - Marc Ryan - Jesse Sergent - Hayden Roulston Austràlia - Jack Bobridge - Mark Jamieson - Bradley McGee - Luke Roberts (sols ronda preliminar) - Graeme Brown Dinamarca - Michael Færk Christensen (sols ronda preliminar) - Casper Jørgensen - Jens-Erik Madsen - Alex Nicki Rasmussen - Michael Mørkøv |

## Ronda preliminar
Els 10 equips participants han de recórrer 4.000 metres en el menor temps possible. Els 8 primers passen a la següent ronda.
| Posició | Equip         | Temps      |
| ------- | ------------- | ---------- |
| 1       | Regne Unit    | 3' 57" 101 |
| 2       | Nova Zelanda  | 3' 59" 277 |
| 3       | Austràlia     | 4' 02" 041 |
| 4       | Dinamarca     | 4' 02" 191 |
| 5       | França        | 4' 03" 679 |
| 6       | Països Baixos | 4' 04" 846 |
| 7       | Espanya       | 4' 06" 509 |
| 8       | Rússia        | 4' 06" 518 |
| 9       | Ucraïna       | 4' 07" 883 |
| 10      | Colòmbia      | 4' 11" 397 |

## Ronda final
A la primera ronda de competició els equips que han passat ronda s'enfronten entre ells segons els temps obtinguts a la ronda preliminar. L'equip més ràpid s'enfronta amb el vuitè, el segon contra el setè, i així successivament. Els guanyadors passen a les finals.

### Semifinals
| País      | Temps      | Posició |
| --------- | ---------- | ------- |
| Dinamarca | 3' 56" 831 | 2       |
| França    | DSQ        | —       |

| País          | Temps      | Posició |
| ------------- | ---------- | ------- |
| Austràlia     | 3' 58" 633 | 4       |
| Països Baixos | OVL        | —       |

| País         | Temps      | Posició |
| ------------ | ---------- | ------- |
| Nova Zelanda | 3' 57" 536 | 3       |
| Espanya      | OVL        | —       |

| País       | Temps         | Posició |
| ---------- | ------------- | ------- |
| Regne Unit | 3' 55" 202 WR | 1       |
| Rússia     | OVL           | —       |

### Final
Els quatre millors equips lluitaven per les medalles. El tercer i quart millors ho faran per la medalla de bronze i els dos millors temps per la d'or.
| País       | Temps         | Posició |
| ---------- | ------------- | ------- |
| Regne Unit | 3' 53" 314 WR | Or      |
| Dinamarca  | 4' 00" 040    | Plata   |

| País         | Temps      | Posició |
| ------------ | ---------- | ------- |
| Nova Zelanda | 3' 57" 776 | Bronze  |
| Austràlia    | 3' 59" 006 | 4       |